# Atrypa
Atrypa is een geslacht van uitgestorven brachiopoden, dat voorkwam van het Midden-Siluur tot het Vroeg-Carboon.

## Beschrijving
Deze 2,5 tot 3,5 centimeter lange brachiopode kenmerkt zich door de bolle armklep, die een brede, lage plooi bevatte. De licht indalende steelklep vertoont een onopvallende inwaarts gebogen wervel. De commissuur (raaklijn waarlangs de kleppen op elkaar vallen) van de kleppen vertoont dikwijls een lichte curve in de richting van de armklep. De oppervlaktesculptuur op beide kleppen is samengesteld uit vele smalle, afgeronde costae en de opzichtige concentrische groeilijnen vormden dikwijls kragen. Dit geslacht leefde in ondiepe wateren op zacht substraat.

## Verspreiding
Atrypa was kosmopolitisch en kwam voor van het late Onder-Siluur (Telychien) tot het vroege Boven-Devoon (Frasnien). Andere bronnen vergroten het bereik van het Boven-Ordovicium tot het Carboon, ongeveer van 449 tot 336 miljoen jaar geleden. Een voorgestelde nieuwe soort, A. harrisi, werd gevonden in de trilobietrijke Floresta-formatie in Boyacá, Colombia.

## Opnieuw toegewezen soorten
- A. arata = Pentamerella arata
- A. aspera var. occidentalis = Spinatrypa occidentalis
- A. astuta = Felinotoechia astuta
- A. congregata = Camarotoechia congregata
- A. coralifera = Dictyonella coralifera
- A. depressa = Plagiorhyncha glassii
- A. dubia = Protorhyncha dubia
- A. elongata = Rensselaeria elongata
- A. exigua = Protozyga exigua
- A. extans = Triplesia extans
- A. flabellites = Leptocoelia propria
- A. gruenwaldtiaeformis = Nalivkinia gruenwaldtiaeformis
- A. hemiplicata = Parastrophina hemiplicata
- A. hemisphaerica = Eocoelia hemisphaerica
- A. hircina = Hircinisca hircina
- A. hirsuta = Parazyga hirsuta
- A. hystrix var. occidentalis = Spinatrypa occidentalis
- A. increbescens = Rhynchotrema increbescens
- A. kolymensis = Vagrania kolymensis
- A. laevis = Meristella laevis
- A. lens = Stricklandia lens
- A. linguifera = Antirhynchonella linguifera
- A. medialis = Eatonia medialis
- A. modesta = Zygospira modesta
- A. nitens = Hisingerella nitens
- A. nitida = Whitfieldella nitida
- A. nucella = Lycophoria nucella
- A. obovata = Glassia obovata
- A. obtusiplicata = Pectorhyncha obtusiplicata
- A. peculiaris = Costellirostra peculiaris
- A. plebeia = Dicamara plebeia
- A. pleiopleura = Pleiopleurina pleiopleura
- A. prunum = Atrypella prunum
- A. recurvirostra = Zygospira recurvirostra
- A. scitula = Charionella scitula
- A. sordida = Cyclocoelia sordida
- A. tumida = Meristina tumida
- A. unisulcata = Pentagonia peersii

## Organische inhoud van Atrypa-fossielen
In sommige fossiele materialen kunnen organische verbindingen worden bewaard. Alleen de meer stabiele aminozuren worden meestal bewaard in zeer oude fossielen. In exemplaren van Atrypa reticularis uit de Wenlock Shales (Onder-Siluur) is alanine, glycine, glutaminezuur, leucine, isoleucine, proline, valine en asparaginezuur gevonden.